# Mollweide vetülete

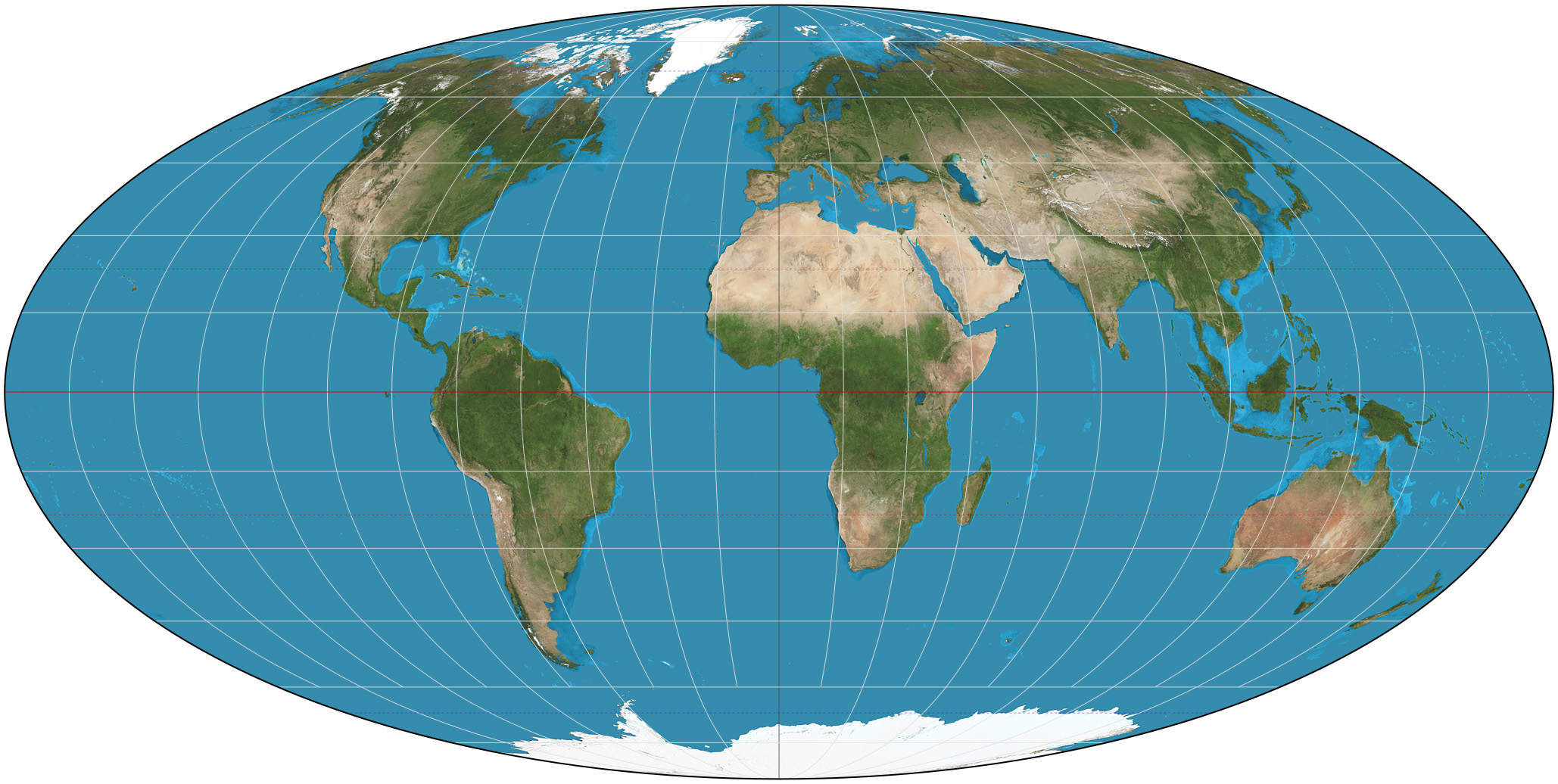
A Föld Mollweide vetületében

Mollweide vetülete Tisso torzulási ellipsziseivel

Mollweide vetülete egy széleskörűen használt területtartó képzetes hengervetület. Apianus II. vetületéből hasonlósági transzformációval állítható elő. Jellegzetessége, hogy a hosszúsági körök ellipszisívek, és az Egyenlítő képének hossza a középmeridián hosszának kétszerese.

## Története
A vetületet Carl Brandan Mollweide német származású matematikus-csillagász alkotta meg és publikálta 1805-ben, ám nem volt általánosan elterjedt. Jacques Babinet francia matematikus 1857-ben javasolta alkalmazását, és hamar népszerűvé vált mint homalographic vetület. A vetület szögtorzító hatásait csökkentve John Paul Goode amerikai térképész kombinálta a szinuszoidális vetülettel, amit 1916-ban publikált homolosine projection néven.

## Alkalmazása
Mollweide vetületét előszeretettel használják világtérképekhez, főleg atlaszokban és falitérképeken. Területtartó tulajdonsága miatt előnyös az alkalmazása például földtani és hidrológiai térképeknél, mezőgazdaságot, vegetációt, talajt, valamint demográfiai viszonyokat bemutató térképek esetén. A határoló szélességeken fellépő erősebb szögtorzulás a kontintensek "kicsavarodását" eredményezi, ezért az oktatásban egyre kevésbé használt. A magyar atlaszkartográfiában a Mollweide helyét Baranyi vetületei vették át.
Térinformatikai szoftverekben ellipszoid felületen World Mollweide néven érhető el, száma az EPSG katalógusban: 54009. A gömbi változat neve Sphere Mollweide, EPSG száma: 53009.

## Egyenletei
{\displaystyle x={\frac {2\cdot {\sqrt {2}}}{\pi }}\cdot \mathrm {arc} \lambda \cdot \cos \psi }
{\displaystyle y={\sqrt {2}}\cdot \sin \psi }
A {\displaystyle \psi } az átszámozott földrajzi szélesség explicit módon nem adható meg, csak közelítő számítással határozható meg az alábbi képletből
{\displaystyle \pi \cdot \sin \phi =2\cdot \mathrm {arc} \psi +\sin(2\psi )}